# Ruy Duarte de Carvalho
Ruy Duarte de Carvalho, né le 22 avril 1941 à Santarém au Portugal et mort le 12 août 2010 à Swakopmund en Namibie, est un réalisateur angolais.

## Filmographie
- 1977 : Courage, camarade (Faz la Coragem, Camarada)
- 1982 : Nelisita
- 1989 : Le Message des îles (O Recado das Ilhas)